# Leif Mutén
Leif Ingemar Mutén, född den 16 september 1928 i Södertälje, död 8 juni 2016, i Enskede var en svensk jurist, skatteexpert och professor vid Handelshögskolan i Stockholm.

## Biografi
Mutén var son till en kamrer och studerade vid Uppsala universitet, där han blev pol. mag. 1949 och disputerade för juris doktorsgrad 1959 på en avhandling om Inkomst eller kapitalvinst. Han blev docent i finansrätt i Uppsala 1959 och var professor i finansrätt med finansvetenskap där 1961–1970.
Åren 1968–1991 var Mutén verksam som rådgivare vid Internationella valutafonden.
Mutén var professor i internationell skatterätt vid Handelshögskolan i Stockholm 1991–1995.
Han tillförordnades som rektor vid Stockholm School of Economics in Riga 1997–1999.
Mutén var flitigt engagerad i en rad olika utredningsuppdrag genom Industrins utredningsinstitut 1959–1968, som expert i familjeskatteberedningen 1965–1968 och i Inkomstskatteutredningen 1988.